# Bree Runway
Brenda Wireko Mensah, dite Bree Runway, est une chanteuse britannique née le 18 novembre 1992 dans le borough londonien de Hackney.

## Biographie
Brenda Wireko Mensah naît le 18 novembre 1992 dans le borough londonien de Hackney de parents ghanéens. Son père batteur l'initie au highlife et sa mère à la musique pop. Elle étudie la technologie musicale (en) à l'université et commence à cette époque à poster en ligne des chansons enregistrées dans son home studio. Elle signe avec EMI Records en 2018 et sort l'EP Be Runway (en) l'année suivante.
Elle remixe le single XS (en) de Rina Sawayama en juillet 2020 avant de sortir sa première mixtape 2000and4Eva (en) au mois de novembre.
Bree Runway fait partie de la sélection 2021 du sondage Sound of... de la BBC. Après avoir collaboré avec Missy Elliott pour le titre ATM en janvier 2021 et sorti le single Hot Hot au mois de mars, elle est présente sur le remix de la chanson Space Ghost Coast to Coast du groupe Glass Animals en mai 2021 puis sur celui de Babylon de Lady Gaga pour l'album de remixes Dawn of Chromatica (en) en septembre 2021.
Lors des Brit Awards 2022, elle est nommée dans la catégorie de la star montante (en) aux côtés de la gagnante Holly Humberstone et de Lola Young.